# Atuátucos
Los atuátucos (en latín, Atuatuci) fueron una tribu formada en el este de Bélgica por descendientes de las tribus germanas de los cimbrios, teutones y ambrones. Originarios de Jutlandia, estas tribus se mezclaron con pueblos germanos y galos, formando la tribu de los aduáticos.

## Contexto histórico
Los aduáticos eran descendientes de un grupo de tribus germanas que emigraron hacia el sudeste a finales del siglo II a. C. Estas tribus (cimbrios, teutones y ambrones) fueron interceptadas y derrotadas por las fuerzas romanas cuando trataban de entrar en la península itálica. Teutones y ambrones fueron vencidos en la batalla de Aquae Sextae en 102 a. C., mientras que los cimbrios fueron derrotados al año siguiente en el noroeste de Italia. Los aduáticos fueron probablemente restos de un grupo de cimbrios que permanecieron en el norte de la Galia tras la derrota que infligieron a los romanos en 109 a. C., antes de que estas tribus se desplazaran hacia el sur para cercar Italia.
En el año 57 a. C. se libró la batalla del Sabis entre Roma y la tribu de los nervios. Aunque las fuerzas romanas, bajo el mando de Julio César, derrotaron a los nervios, los romanos fueron casi sobrepasados por esta tribu sorprendentemente fuerte. La explicación es que los aduáticos habían enviado tropas para ayudar a los nervios en su lucha contra los romanos, aunque tras la derrota de los nervios, los aduáticos se retiraron a una de sus fortificaciones, perseguidos por César como castigo por su apoyo a los nervios.

## Derrota
Tras la batalla del Sabis, los aduáticos se replegaron a una de sus ciudades fortificadas, aguas arriba del río Mosa. Los romanos les persiguieron y cercaron la ciudad aduática. Al principio, los aduáticos pudieron resistir los ataques romanos, pero se rindieron cuando los romanos construyeron armas de asedio y se aproximaron a la ciudad con ellas. César les prometió clemencia si se rendían, así que los aduáticos abrieron las puertas de la ciudad y entregaron sus armas a los romanos. Aunque esto pudo haber sido una treta para sorprender a la retaguardia romana en un ataque posterior, César mantuvo su palabra y mandó que las tropas romanas salieran fuera de la ciudad aduática para evitar los posibles brotes de violencia contra los aduáticos por parte de sus hombres.
Entonces los aduáticos atacaron por sorpresa a los romanos durante la noche. Aunque lucharon bien, los romanos estaban mejor preparados y les derrotaron. Muchos resultaron muertos en el combate, y los supervivientes fueron hechos esclavos. César se mostró especialmente duro con ellos debido a la violación bárbara del acuerdo de rendición.